# جاك كارترايت
جاك كارترايت (بالإنجليزية: Jack Cartwright) هو سباح أسترالي، ولد في 22 سبتمبر 1998 في جلادستون في أستراليا.

## روابط خارجية
- جاك كارترايت على موقع الاتحاد الدولي للسباحة (الإنجليزية)
- جاك كارترايت على موقع الاتحاد الأسترالي للسباحة (مؤرشف)  (الإنجليزية)
- جاك كارترايت على موقع SwimRankings.net (الإنجليزية)
- جاك كارترايت على موقع اللجنة الأولمبية الدولية (الإنجليزية)
- جاك كارترايت على موقع اللجنة الأولمبية الأسترالية (الإنجليزية)